# Nowe Żakowice
Nowe Żakowice (dawn. Żakowice Nowe) – dawniej samodzielna wieś, od 1949 część miasta Koluszki w województwie łódzkim, w powiecie łódzkim wschodnim, w gminie Koluszki. Leży w południowo-zachodniej części Koluszek, w okolicy ulic AK, Wschodniej i Zachodniej. Od zachodu graniczy ze wsią Żakowice (inaczej Starymi Żakowicami).

## Historia
Dawniej samodzielna miejscowość. Od 1867 w gminie Gałkówek. W okresie międzywojennym należała do powiatu brzezińskiego w woj. łódzkim. 16 września 1933 utworzono gromadę Żakowice Nowe w granicach gminy Gałkówek, Składającą się z samej wsi Żakowice Nowe.
Podczas II wojny światowej w Generalnym Gubernatorstwie, w dystrykcie radomskim; gdzie hitlerowcy włączyli mieјscowość do gminy Długie w powiecie tomaszowskim. W 1943 mieјscowość liczyła 1032 mieszkańców.
Po wojnie mieјscowość powróciła do powiatu brzezińskiego w woj. łódzkim jako jedna z 20 gromad gminy Gałkówek. 
28 kwietnia 1949, w związku z nadaniem Koluszkom statusu miasta, Żakowice Nowe włączono do Koluszek.